# Božena Lútočková
Božena Lútočková (rodným jménem Gazdová; * 2. února 1927, Olomouc) je bývalá česká volejbalistka, která reprezentovala Československo. S jeho ženskou reprezentací získala zlatou medaili na mistrovství Evropy v roce 1955. Má též bronz z mistrovství světa v roce 1952. Zúčastnila se také mistrovství světa v roce 1956 (4. místo). Za národní tým nastupovala v letech 1951–1957. Hrála za kluby 1. Ženský sportovní klub Letná, Slavia (Dynamo Slavia Praha), Slavia VŠ Praha, Tatran Baraba Střešovice a Slavoj Praha. Se Slavojem získala titul mistryně Československa v roce 1957. Nejvyšší soutěž hrála do 42 let, volejbal hrála závodně dokonce do 64 let. Vedle toho vystudovala Pedagogickou fakultu Univerzity Karlovy, specializace tělesná výchova a francouzština a učitelskému povolání se poté skutečně dlouhá léta věnovala, nejprve na gymnáziu na Strossmayerově náměstí a později na sportovním gymnáziu Nad Štolou. Jako hráčka měla přezdívku Bobina.